# Симон фон Текленбург
Симон фон Текленбург (на немски: Simon I von Tecklenburg, * ок. 1140, † 8 август 1202) е граф на Текленбург през 1156 – 1202 г.

## Биография
Той е единственият син на граф Хайнрих I фон Текленбург (1115 – 1156) и Ейлика (Хайлвиг) фон Олденбург (1126 – 1189), дъщеря на граф Егилмар II. Симон последва баща си като граф на Текленбург и е прочут боен герой по неговото време.
Той е години наред верен поддръжник на Щауфените, през 1174 г. е с Фридрих I Барбароса в Италия. Бие се като хауптман на Курфюрство Кьолн в Саксония, Холщайн, Италия и през Третия кръстоносен поход в Палестина. Той е против Хайнрих Лъв от Саксония-Бавария и подкрепя архиепископ Филип I от Кьолн, на когото става васал.
На 1 август 1179 г. в битката при Халерфелд е пленен и трябва да се подчини на Хайнрих Лъв. През 1182 г. получава манастирския фогтай Оснабрюк. Основава домашен манастир в Есен и става там фогт.
Той е против император Хайнрих VI, помага през 1198 г. на Ото IV във войната за трона и през 1201 г. става негов дворцов канцлер.

## Фамилия
Симон се жени за Ода фон Берг-Алтена (1145 – 1224), дъщеря на граф Еберхард I фон Берг-Алтена. Двамата имат децата:
- Хайлвиг (1178–сл. 1180)
- Ода (1180 – 1221), омъжена за Херман II от Липе (1175 – 1229)
- Йохан (1181 – 1198)
- Ото I (1185 – 1263), граф на Текленбург
- Хайнрих II (1186 – 1226), от 1202 съ-регент
- Адолф (1187 – 1216), от 1216 епископ на Оснабрюк (Светия)